# 箱めるモ!
『箱めるモ!』（はこめるモ）は、ゆるめるモ!と箱庭の室内楽によるコラボレーション・ミニアルバム。2014年1月22日にT-Palette Recordsからリリースされた。

## 概要
タワーレコードのアイドル専門レーベル〈T-Palette Records〉からのリリース。
全楽曲の作曲・編曲を箱庭の室内楽のギター・ヴォーカルのハシダカズマが務めている。
ハシダが企画に関わっていた「廃病院パーティー」にゆるめるモ！が出演したことが製作のきっかけとなった。
同イベントにはハシダ率いる箱庭の室内楽を含め田家が好きなバンドが多数出演しており、田家側からぜひ出演したいと連絡を取ったという。その際に連絡を取り合っていたハシダと音楽の趣味が驚くほど合い意気投合、出演後ハシダ側から楽曲提供を申し出たことで本作の製作に至った。
当初は1曲のみの予定だったが、製作を進める中でいくつも曲が出来てしまい、またそのどれもが良いとハシダと田家の間で盛り上がり、作詞を手掛ける小林に曲が渡されるときには1度に5曲も送られてきたという。
また、それらの5曲をまとめる上でポップな曲、1曲目に相応しい曲がないということで「manual of 東京 girl 現代史」が追加で製作され、ミニアルバムという形で完成した。
収録楽曲の内、『木曜アティチュード』『虎よ』『さよならばかちゃん』のミュージック・ビデオが制作されている。
アルバムのジャケットはウィーザー のファースト・アルバムの『ウィーザー』（ブルー・アルバム）のオマージュである。
箱庭の室内楽のアルバム「Friends」のタワーレコード限定購入特典として配布されたセルフカバー盤(CD-R)も存在する。こちらのジャケットもに同様ウィーザーのオマージュとなっている。
2016年にはハシダの生誕イベント会場限定で販売が行われたものの、現在は入手困難である。

## 収録曲
1. 「manual of 東京 girl 現代史 」
1曲目に入るような曲がほしいということで、アルバムの中で最後に制作された曲。ハシダは四つ打ちの曲を作ったことがなく、苦労したという。
作詞を手掛けた小林は元々歌詞も自ら書いて活動しているハシダの曲に歌詞をつけることに対しプレッシャーを感じていたが、この楽曲については曲に引っ張られスラスラと書けた語っている。
ライブではイントロでトラックには含まれていないコールが行われる。このコールは箱庭の室内楽のセルフカバーver.でサンプリングされている。
2. 「木曜アティチュード」
この楽曲のみ作詞をDOTAMAが手掛けている。恵比寿リキッドルームで行われたワンマンライブには同曲にDOTAMAが参加し、メンバーと共にフリースタイルラップを披露した。
逆回転で撮影されたMVが製作されている。
3. 「虎よ」
MVが製作されており、メンバー全員がギターを演奏している。
ライブではあのがギター演奏を披露することがあるほか、しふぉんがサビでヲタ芸を打つこともある。
4. 「私と私と私と私と私と私と私と私と」
5. 「おこしてしまった?」
6. 「さよならばかちゃん」
MVが製作されている。
7. 「manual of 東京 girl 現代史 (Instrumental)」
8. 「木曜アティチュード (Instrumental)」
9. 「虎よ (Instrumental)」
10. 「私と私と私と私と私と私と私と私と (Instrumental)」
11. 「おこしてしまった? (Instrumental)」
12. 「さよならばかちゃん (Instrumental)」

## 収録内容
| 全作詞: 小林愛 (miami)（#2、作詞: DOTAMA）、全作曲・編曲: ハシダカズマ。 |                                                     |                                      |              |      |
| #                                                                        | タイトル                                            | 作詞                                 | 作曲・編曲   | 時間 |
| 1.                                                                       | 「manual of 東京 girl 現代史」                      | 小林愛 (miami) （#2、作詞: DOTAMA ） | ハシダカズマ | 4:45 |
| 2.                                                                       | 「木曜アティチュード」                              | 小林愛 (miami) （#2、作詞: DOTAMA ） | ハシダカズマ | 4:35 |
| 3.                                                                       | 「虎よ」                                            | 小林愛 (miami) （#2、作詞: DOTAMA ） | ハシダカズマ | 4:20 |
| 4.                                                                       | 「私と私と私と私と私と私と私と私と」                | 小林愛 (miami) （#2、作詞: DOTAMA ） | ハシダカズマ | 4:08 |
| 5.                                                                       | 「おこしてしまった?」                               | 小林愛 (miami) （#2、作詞: DOTAMA ） | ハシダカズマ | 4:25 |
| 6.                                                                       | 「さよならばかちゃん」                              | 小林愛 (miami) （#2、作詞: DOTAMA ） | ハシダカズマ | 3:59 |
| 7.                                                                       | 「manual of 東京 girl 現代史 (Instrumental)」       | 小林愛 (miami) （#2、作詞: DOTAMA ） | ハシダカズマ | 4:45 |
| 8.                                                                       | 「木曜アティチュード (Instrumental)」               | 小林愛 (miami) （#2、作詞: DOTAMA ） | ハシダカズマ | 4:35 |
| 9.                                                                       | 「虎よ (Instrumental)」                             | 小林愛 (miami) （#2、作詞: DOTAMA ） | ハシダカズマ | 4:20 |
| 10.                                                                      | 「私と私と私と私と私と私と私と私と (Instrumental)」 | 小林愛 (miami) （#2、作詞: DOTAMA ） | ハシダカズマ | 4:08 |
| 11.                                                                      | 「おこしてしまった? (Instrumental)」                | 小林愛 (miami) （#2、作詞: DOTAMA ） | ハシダカズマ | 4:25 |
| 12.                                                                      | 「さよならばかちゃん (Instrumental)」               | 小林愛 (miami) （#2、作詞: DOTAMA ） | ハシダカズマ | 3:59 |
| 合計時間:                                                                | 合計時間:                                           | 52:24                                |              |      |